# Ulevattnet
Ulevattnet är en sjö i Uddevalla kommun i Bohuslän och ingår i Örekilsälvens huvudavrinningsområde. Sjöns area är 0,016 kvadratkilometer och den befinner sig 106 meter över havet.